# Montasch
Le Montasch ou Jôf di Montasio en italien est un sommet des Alpes, à 2 753 m, dans les Alpes juliennes, en Italie (Frioul-Vénétie Julienne).